# ديفيد كورنوال
ديفيد كورنوال (بالإنجليزية: David Cornwall)‏ هو ملحن أمريكي، ولد في 18 مايو 1937، وتوفي في 7 نوفمبر 2006 بسبب إنتان.